# 续西峰

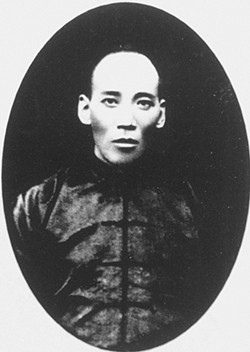
续西峰的照片，拍摄于民国时期。

续西峰（1880年—1926年），名桐溪，字西峰。山西省崞县人，民国时期革命家，政治人物。

## 生平
1880年（清光绪六年）12月24日，出生于山西省崞县西社村（今属定襄县宏道镇）。
1902年，进入山西大学堂中斋学习。
1905年，加入中国同盟会。
1906年回到家乡，设立“川路学堂”，借以发展革命同志。
1911年10月29日，太原起义成功，巡抚陆钟琦被击毙，阎锡山被众人选为大都督。11月1日续西峰亲到太原，劝阎锡山出兵石家庄，阎锡山对此不予采纳。
11月初，续西峰返回家乡，招募革命同志，创建“忻代宁公团”，维持地方治安，此外，派续先治率部分亲兵，潜入大同城内作内应，准备夺取大同。
11月28日，“忻代宁公团”出兵北伐大同。相继取应州、下怀仁、进大同。清大同总兵王得胜急电清廷求援，总理大臣袁世凯任命郭殿邦为总司令，率毅军20营、淮军10营和后方军第一镇骑兵向大同进发。
11月30日，大同的同盟会员发动起义，成立军政府。
12月5日下午5时，续西峰率军进入大同。清军随即包围大同。续西峰以3000兵力抵挡6万清军长达40余日。直到1912年1月17日，因南北议和，忻代宁公团与大同起义军依照约定撤出大同。
1912年初，因战功卓著，被临时大总统孙中山授予陆军少将军衔。
1912年10月，阎锡山委任续西峰为山西巡警道。
1913年10月，因与阎锡山不和，在阎锡山改革官制之时，辞职归乡。暗中联络周边各省义士，策划反袁世凯之事。
1914年6月，阎锡山获知续西峰之活动，下令捉拿续。续西峰逃亡至陕西。
1916年1月，续西峰统帅“西北护国讨袁军”，讨伐袁世凯。在虞乡遭遇阎锡山军伏击，退回黄河西岸。
1916年，袁世凯死，黎元洪继任总统，段祺瑞为总理。续西峰任参议院议员。
1917年12月，阎锡山与段祺瑞勾结，派人至京逮捕续西峰。续西峰逾墙逃走，后赴沪。时上海正举行南北议和，续西峰被委为陕西划界专使，遂赴陕西三原参与组建陕西靖国军,协助于右任、胡景翼讨伐陕督陈树潘。
1924年夏，续西峰与冯玉祥、胡景翼、孙岳的代表在邯郸召开秘密会议，决定成立国民军。续西峰与刘守中密议，等到直奉战争爆发而二者两败俱伤之时，发动北京政变。此计划得到冯玉祥和胡景翼的一致同意。随后，1924年10月23日，冯玉祥回师北京，囚禁曹锟，驱逐宣统。而续西峰则于此前派遣王用宾向于右任报信，请孙中山北上主持大局。
1925年，续西峰率领旧部从石家庄出发，讨伐阎锡山。因部下被阎锡山收买，作战失利。
1926年5月10日，病逝于天津。

## 人物关系
续范亭：续西峰之族弟与部下。先后担任陕西绥靖公署驻甘肃行署参谋长，陆军新编第一军总参议、第二战区高级参议、（中共）晋西北行政公署主任、（中共）晋绥军区司令部副司令员。
续式甫：续西峰之族弟与部下。与续西峰、续范亭并称“续氏三杰”。先后任陕西省政府委员兼财政厅厅长，察哈尔省政府委员兼财政厅厅长。
弓富魁：续西峰之部下。1930年担任热河、察哈尔、绥远三省宣抚使，1935年担任国民政府军事委员会上将参议。
赵承绶：续西峰在忻代宁公团时期的部下。1936年授陆军中将，后担任太原绥靖公署野战军总司令。
张德枢；续西峰之部下。陕军出关参加北伐时，张德枢任岳西峰南路军直属混成旅旅长及前敌副总指挥。北伐成功后弃军从商。
赵丕廉：续西峰在忻代宁公团时期的部下。1929年春，赵丕廉被选为中国国民党候补中央执行委员。1932年，任蒙藏委员会副委员长。